# Народный комиссариат боеприпасов СССР
Наро́дный комиссариа́т боеприпа́сов (сокр. НКБ) — один из центральных органов управления в СССР с января 1939 г. по 1946 г., ведавший производством порохов и боеприпасов (за исключением боеприпасов к стрелковому оружию, которые оставались в ведении Наркомата вооружения). Наркомат боеприпасов был создан для руководства предприятиями, выпускавшими боеприпасы, однако при этом следует учитывать, что к их изготовлению в СССР привлекалось большое количество предприятий самых различных промышленных наркоматов и отраслей производства.

## История
11 января 1939 года Наркомат оборонной промышленности был разделён на несколько народных комиссариатов, в числе которых был Народный комиссариат боеприпасов (НКБ), созданный на базе существовавшего в Наркомате оборонной промышленности Главного управления по производству боеприпасов.
7 января 1946 года НКБ был преобразован в Наркомат сельскохозяйственного машиностроения.

## Руководство
В первое время Наркомом боеприпасов был кадровый военный И. П. Сергеев, в марте 1941 года его сменил П. Н. Горемыкин, работавший до этого первым заместителем Наркома вооружения. В феврале 1942 года Наркомом боеприпасов был назначен член КПСС с 1919 года, активный участник подпольной революционной борьбы в Баку, участник Гражданской войны, один из выдающихся организаторов оборонной промышленности Б. Л. Ванников, работавший до этого Наркомом оборонной промышленности и заместителем Наркома вооружения. Тогда же на пост первого заместителя Наркома боеприпасов был назначен М. В. Хруничев, видный организатор промышленности, работавший до этого заместителем Наркома оборонной промышленности и заместителем Наркома авиационной промышленности.
- Сергеев, Иван Павлович 11 января 1939 — 3 марта 1941
- Горемыкин, Петр Николаевич 3 марта 1941 — 16 февраля 1942
- Ванников, Борис Львович 16 февраля 1942 — 7 января 1946

### Заместители наркома боеприпасов
- Гайдуков, Лев Михайлович
- Фрезеров, Григорий Рафаилович
- Вишневский Давид Николаевич
- Горемыкин, Петр Николаевич февраль 1942 — март 1946 — первый заместитель
- Хруничев, Михаил Васильевич
- Мартынов, Николай Васильевич  — заместитель наркома, начальник 5-го Главного управления
- Пиголкин, Павел Николаевич
- Кожевников, Георгий Никитович (с 1940)
- Махнев Василий Алексеевич
- Синегубов Григорий Иванович
- Саркисов Н.А.
- Гамов Кирилл Сергеевич
- Толстов Георгий Алексеевич

### Начальники Главных управлений Наркомата боеприпасов
- Землеруб Виктор Абрамович
- Франкфурт Самуил Григорьевич
- Бодров, Сергей Яковлевич
- Иванов Николай Дмитриевич
- Стрельцов, Никита Ефремович
- Гейман Матвей Михайлович
- Басилов Дмитрий Петрович
- Клавсуть Мефодий Степанович
- Голубцов Иван Петрович
- Толстов Георгий Алексеевич
- Демидов Иван Дмитриевич

### Директора крупнейших заводов, входящих в структуру Наркомата боеприпасов
Гольдштейн В. В. — директор Люберецкого завода сельхозмашин, выпускавшего боеприпасы
Генкин А. К. — директор завода Уралсельмаш
Гончаров М. Н. — директор завода им. Молотова
Копелиович М. С. — директор завода № 73
Эпштейн Я. И. — директор завода «Автоприбор»
Баренблюм И. К. — директор военного завода № 58
Уфлянд А. И. — директор военного завода № 91
Барский Д. Р. — директор военного завода № 386
Брусиловский З. Э. — директор военного завода № 607
Виттенберг А. С. — директор завода им. Сталина НКНП
Глейзер А. И. — директор завода «Идеал» № 37
Кустанович В. К. — директор военного завода № 658
Двинов Х. Я. — директор военного завода № 10.
Тумаркин Ф. Ш-Б — директор военного завода № 255
Андрачников Е. И. — директор военного завода № 578
Бердичевский Е. Д. — директор военного завода № 4
Горелик Б. М. — директор военного завода № 5
Емельянов А. А. — директор военного завода № 367
Лившиц А. Л. — директор военного завода № 67
Молочко А. А. — директор военного завода № 105.
Кузнецов И. П., Давыдов В. Г., Мартынов Н. П., Горбачёв Д. Е. — директора завода № 850 «Авангард»
Мартынов Н. П. — директор завода № 52

## Структура
В соответствии с утверждённой структурой Наркомата боеприпасов были созданы:
- Главное управление по производству взрывателей и капсюльно-пиротехнических изделий
- Главное управление по производству порохов и зарядов из них
- Главное управление по производству корпусов артиллерийских снарядов, мин и авиабомб
- Главное управление по производству гильз
- Главное управление по снаряжению боеприпасов и изготовлению взрывчатых веществ
- Технический совет
- Центральное управление снабжения и сбыта

В 1945 году для руководства и управления всеми работами по реактивной технике в Наркомате боеприпасов было создано специальное Главное управление по реактивной технике во главе с Заместителем Народного Комиссара, в структуре которого были созданы специализированные научно-исследовательский институт реактивной техники, научно-исследовательский институт — полигон по реактивным снарядам, центральное конструкторское бюро по разработке управляемых по радио реактивных снарядов дальнего действия, специальное конструкторское бюро по реактивным снарядам в Пеенемюнде на базе немецкого научно-исследовательского центра реактивной техники. Кроме того, в целях оказания помощи Наркомату Боеприпасов в комплектовании институтов и центральных конструкторских бюро, в состав Наркомата были переданы филиал НИИ-1 и конструкторское бюро по жидкостным реактивным двигателям из состава Наркомата авиационной промышленности.
Также Наркомат осуществлял поддержку формирования атомной отрасли.
Из структуры НКБ в Первое главное управление передавались институты, КБ и заводы, на которых реализовывались производство компонентов.
К тому же Наркомат осуществлял материально-техническое обеспечение работы центрального аппарата ПГУ вплоть до создания им собственной хозяйственной службы.
НКБ включал 53 завода, 12 НИИ и КБ, 5 стройтрестов, 5 ВУЗов и 11 техникумов.
- Заводы:

Государственный завод № 105 г. Горький — реактивные снаряды М-8 и М-13 для гвардейских реактивных минометов «Катюша»
Завод № 4 им. Калинина, г. Ленинград, взрыватели, капсюльные втулки и т. п.
Завод № 5, г. Ленинград
Завод № 6, г. Шлиссельбург Ленинградской обл.
Завод № 70 им. Владимира Ильича (сейчас ОАО «Московский электромеханический Завод им. Владимира Ильича»), бронебойные снаряды
Завод № 77, г. Ленинград
Завод № 52, п. Ульяновка, Тосненский р-н Ленинградской области, чёрные пороха, бикфордов шнур
Завод № 537, г. Киров (сейчас завод «Маяк»)
Завод № 522, г. Ленинград
Завод № 676 «Коммунар», г. Куйбышев
Завод № 850 «Авангард», г. Стерлитамак, баллиститные пороха, пороховые заряды и воспламенители, реактивные снаряды для «Катюш»
- Научно-исследовательские институты (НИИ):

Реактивный НИИ (НИИ-3), с 1940 года